# Johnny Cecotto

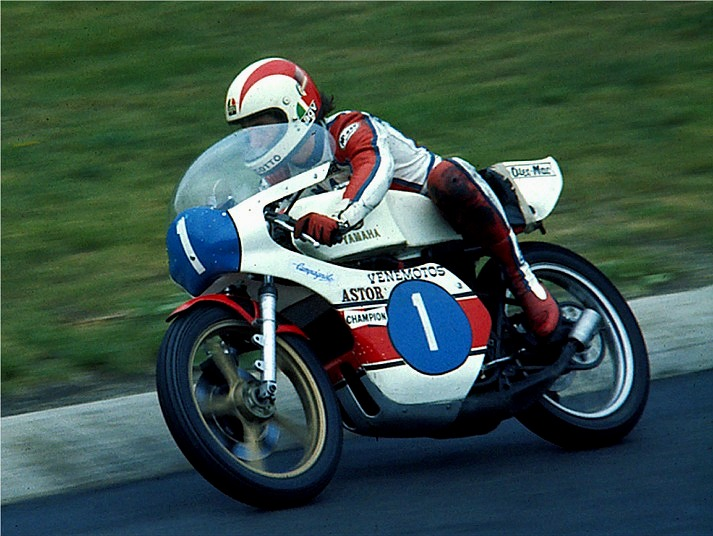
Johnny Cecotto 1976 auf Yamaha

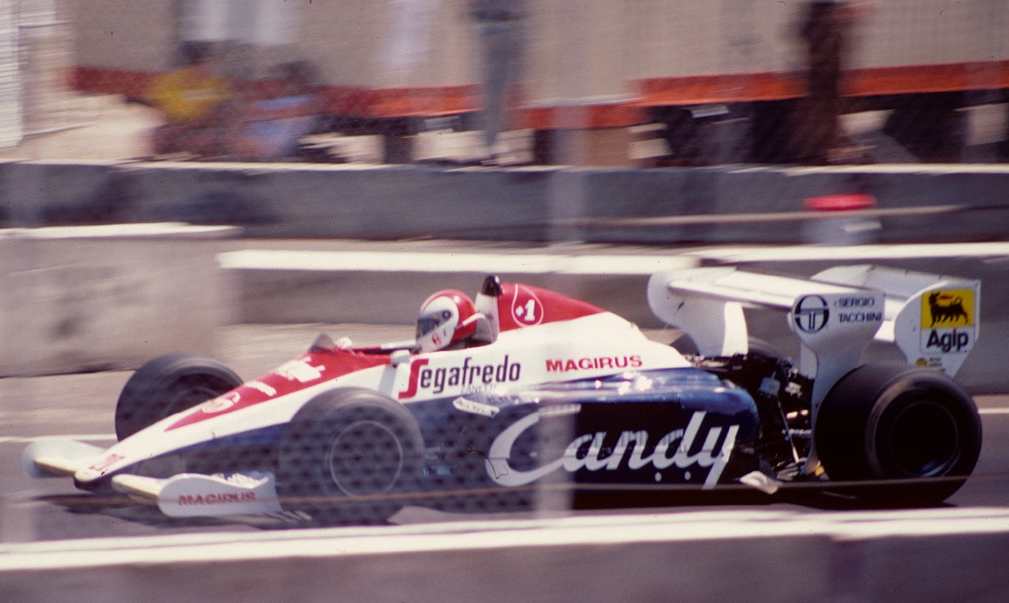
Johnny Cecotto im Toleman TG184 beim Großen Preis der USA 1984

Alberto „Johnny“ Cecotto Persello (* 25. Januar 1956 in Caracas, Venezuela) ist ein ehemaliger venezolanischer Motorsportler. Er gewann in seiner Karriere einmal die Motorrad-Weltmeisterschaft und mehrere Tourenwagentitel.

## Karriere
Mit 16 Jahren begann Johnny Cecotto mit dem Motorradsport und wurde bereits kurz danach von einem Yamaha-Team unter Vertrag genommen. In den folgenden zwei Jahren gewann er den Titel des venezolanischen Meisters in der 350-cm³-Klasse. 1975 startete er seine internationale Karriere in der Motorrad-Weltmeisterschaft und gewann auf Anhieb den Titel in der 350er-Klasse. In den folgenden Jahren erzielte er weitere gute Platzierungen und gewann einige Rennen, jedoch musste er immer wieder infolge von Verletzungen pausieren. 1978 gewann Cecotto auf Yamaha den Titel in der Formel-750-Weltmeisterschaft.
1980 stieg Cecotto erstmals in einen Formel-Wagen und fuhr drei Jahre lang in der Formel 2, wo er einige Rennen gewinnen konnte, 1983 bekam er einen Vertrag beim Theodore-Ford-Team in der Formel 1. Jedoch konnte er in einem unterlegenen Auto keine Erfolge erzielen und wechselte nur ein Jahr später zu Toleman, wo er Teamkollege von Ayrton Senna wurde. Im Qualifikationstraining zum Großen Preis von Großbritannien brach Cecotto sich beide Beine bei einem Unfall im TG184, was das Ende seiner Formel-1-Karriere bedeutete und ihn für lange Zeit pausieren ließ. Danach fuhr er einige Jahre vereinzelte Rennen oder Meisterschaften in Europa.
1988 begann Cecottos Karriere in Deutschland, als er bei Mercedes ein Cockpit in der DTM erhielt. 1989 gewann er die Italienische Tourenwagenmeisterschaft in einem BMW M3 und fuhr ab diesem Jahr bis 1992 auch in der DTM für BMW. 1992 siegte er mit seinen beiden Teamkollegen Christian Danner und Marc Duez beim 24-h-Rennen auf dem Nürburgring ebenfalls mit BMW. Ein Jahr später gewann er den ADAC-GT-Cup für den bayrischen Automobilkonzern. Nur ein Jahr später feierte Cecotto seinen nächsten Titel für BMW, diesmal im neu eingeführten Super Tourenwagen Cup. Diesen Titel konnte er vier Jahre später erneut gewinnen, nachdem er zwischenzeitlich in anderen Serien gefahren war. Nach diesem Erfolg zog er sich mehr und mehr aus dem Rennsport zurück und bestritt nur noch einzelne Rennen. Seit 2001 fuhr er noch mal für Irmscher in der neuen V8-Star-Serie. Dort sicherte er sich den Titel in den beiden ersten Jahren. 2003 beendete er endgültig seine professionelle Karriere und startet seitdem nur noch bei Einladungs- oder Charityrennen.
Johnny Cecotto ist in zweiter Ehe verheiratet und hat eine Tochter und zwei Söhne. Er lebt heute mit seiner Familie in Italien. Sein Sohn Johnny jr., der 1989 geboren wurde, begann 2002 selbst mit Motorsport.

## Sonstiges
BMW baute Cecotto zu Ehren in einer auf 505 Einheiten begrenzten Sonderedition des E30 den M3 „Cecotto“. Der Wagen verfügte über eine gesteigerte Leistung von 215 PS statt 195 PS (Schweiz 211 PS) und einige Zusatzausstattungen.

## Statistik

### Erfolge
- 1973: Venezolanischer Motorradmeister
- 1974: Venezolanischer Motorradmeister
- 1975: Sieg beim 200-Meilen-Rennen von Imola
- 1975: 350-cm³-Weltmeister
- 1976: 350-cm³-Vize-Weltmeister und Sieg beim Daytona 200
- 1978: Sieg beim 200-Meilen-Rennen von Imola und Formel-750-Weltmeister
- 1978: 500-cm³-WM-Dritter
- 1979: Formel-750-WM-Dritter
- 1980: Sieg beim 200-Meilen-Rennen von Imola
- 1986: Sieg beim Macau Grand Prix auf BMW M3
- 1989: Italienischer Tourenwagenmeister
- 1992: Gesamtsieger des 24-h-Rennens auf dem Nürburgring
- 1993: Gesamtsieger im ADAC-GT-Cup
- 1994: Gesamtsieger im Super Tourenwagen Cup
- 1998: Gesamtsieger im Super Tourenwagen Cup
- 2001: Gesamtsieger der V8-STAR-Serie
- 2002: Gesamtsieger der V8-STAR-Serie
- 14 Grand-Prix-Siege in der Motorrad-Weltmeisterschaft
- 14 Siege in der Formel 750

### Le-Mans-Ergebnisse
| Jahr | Team                | Fahrzeug       | Teamkollege       | Teamkollege        | Platzierung | Ausfallgrund |
| ---- | ------------------- | -------------- | ----------------- | ------------------ | ----------- | ------------ |
| 1981 | BMW France          | BMW M1         | Philippe Alliot   | Bernard Darniche   | Rang 16     |              |
| 1996 | Team Bigazzi SRL    | McLaren F1 GTR | Nelson Piquet     | Danny Sullivan     | Rang 8      |              |
| 1998 | Team BMW Motorsport | BMW V12 LM     | Pierluigi Martini | Joachim Winkelhock | Ausfall     | Radlager     |

### Sebring-Ergebnisse
| Jahr | Team              | Fahrzeug              | Teamkollege            | Teamkollege       | Platzierung | Ausfallgrund    |
| ---- | ----------------- | --------------------- | ---------------------- | ----------------- | ----------- | --------------- |
| 2002 | Team Olive Garden | Ferrari 550 Maranello | Domenico Schiattarella | Emanuele Naspetti | Ausfall     | Antriebswelle   |
| 2003 | Team Olive Garden | Ferrari 550 Maranello | Domenico Schiattarella | Emanuele Naspetti | Ausfall     | Getriebeschaden |

### Einzelergebnisse in der Sportwagen-Weltmeisterschaft
| Saison | Team                  | Rennwagen | 1   | 2   | 3   | 4   | 5   | 6   | 7   | 8   | 9   | 10  | 11  | 12  | 13  | 14  | 15  |
| ------ | --------------------- | --------- | --- | --- | --- | --- | --- | --- | --- | --- | --- | --- | --- | --- | --- | --- | --- |
| 1981   | BMW Italia BMW France | BMW M1    | DAY | SEB | MUG | MON | RIV | SIL | NÜR | LEM | PER | DAY | WAT | SPA | MOS | ROA | BRH |
| 1981   | BMW Italia BMW France | BMW M1    |     |     | DNF |     |     |     |     | 16  |     |     |     |     |     |     |     |

## Auszeichnungen
- ADAC Motorsportler des Jahres 1994